# Jerónimo da Silva Maldonado de Eça
Jerónimo da Silva Maldonado de Eça ComTE • ComA • ComNSC (8 de Dezembro de 1803 - 5 de Maio de 1886), foi um militar, político e escritor português.

## Biografia
Era filho de António da Silva Maldonado de Eça, General de Cavalaria, e de sua mulher D. Mariana Justina da Cruz e Brito, neto paterno de José da Silva Maldonado de Eça, Governador de Cabo Verde, e irmão de Luís da Silva Maldonado de Eça, General de Brigada e Ministro da Guerra.
Foi admitido como Pensionista no Real Colégio Militar, onde cursou os primeiros três anos, e que foi obrigado a abandonar por falta de recursos.
Assentou Praça em 1817, no Regimento de Cavalaria N.° 3, sendo declarado Cadete. No mesmo ano, foi promovido a Porta-Estandarte e, em 1820, a Alferes, sendo transferido para o Regimento de Cavalaria N.° 10.
Pelas suas ideias Liberais, viu-se obrigado a emigrar.
Na Guerra Civil Portuguesa, apresentou-se em Belle-Isle em 1832, embarcou para a Ilha de São Jorge e tomou parte na Expedição à Ilha Terceira, como Ajudante-de-Campo do Comandante da 2.ª Brigada, acompanhando, depois, o Exército que desembarcou no Mindelo.
No Porto, foi promovido a Capitão Graduado, indox novamente, para o Regimento de Cavalaria N.° 10 em 1834. Neste mesmo ano, foi transferido, de volta, para o Regimento de Cavalaria N.° 3, e, neste Regimento, fez parte da Divisão Auxiliar a Espanha, que foi defender os direitos de D. Isabel II de Espanha contra D. Carlos de Bourbon, Conde de Molina, de 1835 a 1837.
Em 1837, foi separado do Quadro do Exército pela Convenção de 20 de Setembro.  Jurando a Carta Constitucional Portuguesa de 1826, foi reintegrado, e, em 1843, foi promovido a Major, contando a antiguidade desde 1837, e a Tenente-Coronel, contando a antiguidade desde 1842.
Em 1847, foi promovido a Coronel. Foi, então, Comandante do Regimento de Cavalaria N.° 4, onde manteve grande disciplina, negando-se a aderir à Revolta de 1851, apesar de ser amigo pessoal do 1.° Conde de Saldanha, 1.° Marquês de Saldanha e 1.° Duque de Saldanha, João Carlos Gregório Domingos Vicente Francisco de Saldanha Oliveira e Daun. Este procedimento valeu-lhe um elogio na "Ordem do Exército" e o grau de Comendador da Ordem Militar da Torre e Espada, do Valor, Lealdade e Mérito.
Tendo vingado a Revolta, de Saldanha quis que ele continuasse no Comando do Regimento, mas ele preferiu passar à disponibilidade.
Em 1851, foi promovido a Brigadeiro Graduado, exercendo neste posto o Comando Militar do Distrito de Coimbra e, depois, os cargos de Governador Civil do Distrito de Coimbra e do Distrito de Lisboa, desde 4 de Abril de 1861 até 19 de Março de 1862. Foi agraciado, então, coma Carta de Conselheiro de Sua Majestade Fidelíssima e o grau de Comendador da Ordem de Nossa Senhora da Conceição de Vila Viçosa.
Exerceu, depois, vários cargos militares de importância, entre os quais o de Presidente da Comissão para formular um Regulamento Interno do Serviço para os Corpos de Cavalaria, que foi publicado na "Revista Militar" em 1871, com o título Regulamento do serviço interno para os regimentos de cavalaria.
Em 1867, tomou o Comando Interino da 4.ª Divisão Militar, no qual pouco se demorou, mas para o qual voltou como Efectivo em 1871, por ter sido promovido a General de Divisão.
Era Vogal do Conselho Superior de Guerra e Marinha quando faleceu.
Além das condecorações citadas, era Comendador da Ordem Militar de Avis de Portugal e Comendador da Ordem de Isabel a Católica de Espanha.
Na "Revista Militar" publicou mais: O exército dinamarquês, A aquisição nos regimentos de cavalaria da Prússia, O teatro geográfico-militar da guerra russo-turca em 1877, A organização do exército egípcio, etc. Nos Anais da Real Sociedade de Geografia de Lisboa publicou: Navegação de Henrique Stanley no rio Zaire, no Congo, Sondagens no Oceano Pacífico e A Austrália (conferência). Traduziu Romeu e Julieta de William Shakespeare.